# كوالكوم
كوالكوم (بالإنجليزية: Qualcomm)‏ هي شركة أمريكية متخصصة في مجال نظم الاتصالات، تعتبر الآن الثانية عالميا في إنتاج وتصميم معالجات الهواتف الذكية كذلك يرجع لها الفضل في إنشاء تقنية سي دي ام اي.
كوالكوم هي شركة أشباه الموصلات عالمية وأمريكية والتي تصمم وتسوق منتجات وخدمات الاتصالات اللاسلكية. مقرها في سان دييغو، كاليفورنيا، الولايات المتحدة الأمريكية، وتمتلك الشركة 157 موقعا في جميع أنحاء العالم. الشركة الأم هي كوالكوم إنكوربوريتد (كوالكوم)، التي تضم شعبة ترخيص كوالكوم للتكنولوجيا (QTL). شركة تابعة مملوكة بالكامل لكوالكوم، كوالكوم تكنولوجيز، وشركة (QTI)، والتي تتعامل بشكل أساسي مع كافة أنشطة كوالكوم R & D، فضلا عن شركات المنتجات والخدمات، بما في ذلك مجال أشباه الموصلات، كوالكوم CDMA تكنولوجي.

## التاريخ

### التاريخ المبكر
تم إنشاء كوالكوم في يوليو 1985 من قبل سبعة موظفين سابقين في لينكابت بقيادة إيروين جاكوبس. بدأت كمركز للبحث والتطوير التعاقدي إلى حد كبير للمشاريع الحكومية والدفاعية.
اندمجت كوالكوم مع أومنينيت في عام 1988 وجمعت 3.5 مليون دولار من التمويل من أجل إنتاج نظام اتصالات الأقمار الصناعية أومنيتراكس لشركات النقل بالشاحنات. نمت شركة كوالكوم من ثمانية موظفين في عام 1986 إلى 620 موظفًا في عام 1991، بسبب الطلب على أومنيتراكس. بحلول عام 1989، حصلت شركة كوالكوم على 32 مليون دولار من الإيرادات، 50 بالمائة منها كانت من عقد أومنيتراكس مع شركة شنايدر الوطنية. ساعدت أرباح أومنيتراكس في تمويل أبحاث كوالكوم وتطويرها في تقنيات الوصول المتعدد بتقسيم الترميز لشبكات الهاتف الخليوي.

### 1990–2015
كانت شركة كوالكوم تعمل بخسارة في التسعينيات بسبب استثمارها في أبحاث تقنيات الوصول المتعدد بتقسيم الترميز. للحصول على التمويل، قدمت الشركة طرحًا عامًا أوليًا في سبتمبر 1991 وجمعت 68 مليون دولار. تم جمع مبلغ 486 مليون دولار إضافي في عام 1995 من خلال بيع 11.5 مليون سهم إضافي. تم إجراء جولة التمويل الثانية لجمع الأموال للتصنيع الشامل للهواتف القائمة على تقنيات الوصول المتعدد بتقسيم الترميز والمحطات الأساسية والمعدات، بعد أن أعلنت معظم الشبكات الخلوية في الولايات المتحدة أنها ستتبنى معيار تقنيات الوصول المتعدد بتقسيم الترميز. حققت الشركة 383 مليون دولار من الإيرادات السنوية في عام 1995 و814 مليون دولار بحلول عام 1996.
في عام 1998، تمت إعادة هيكلة شركة كوالكوم، مما أدى إلى تسريح 700 موظف. ارتفعت الأرباح في العام التالي، وكانت شركة كوالكوم هي الأسرع نموًا في السوق بمعدل نمو يبلغ 2621 بالمائة على مدار عام واحد. بحلول عام 2000، نمت شركة كوالكوم إلى 6300 موظفًا، وعائدات تصل إلي 3.2 مليار دولار، وأرباح 670 مليون دولار. 39٪ من مبيعاتها كانت من تقنية الوصول المتعدد بتقسيم الترميز، يليها الترخيص (22٪)، اللاسلكية (22٪)، ومنتجات أخرى (17٪). في هذا الوقت تقريبًا، أنشأت كوالكوم مكاتب في أوروبا وآسيا والمحيط الهادئ وأمريكا اللاتينية. بحلول عام 2001، 65 بالمائة من عائدات كوالكوم نشأت من خارج الولايات المتحدة مع 35 بالمائة من كوريا الجنوبية.
في عام 2005، تم تعيين بول إي جاكوبس، نجل مؤسس شركة كوالكوم إيروين جاكوبس، كرئيس تنفيذي جديد لشركة كوالكوم. في حين ركز إيروين جاكوبس على براءات اختراع الوصول المتعدد بتقسيم الترميز، أعاد بول جاكوبس تركيز الكثير من أبحاث كوالكوم الجديدة وتطويرها على المشاريع المتعلقة بموضوعات إنترنت الأشياء.
في عام 2006، تم تصنيفها ضمن أفضل خمسمائة شركة وفقًا لـ إس وبي 500 وفورتشين 500.
أعلنت شركة كوالكوم أنستيفن مو لينكوف سيخلف بول جاكوبس في منصب الرئيس التنفيذي في ديسمبر 2013. قال مولينكوف إنه سوف يوسع تركيز كوالكوم إلى التكنولوجيا اللاسلكية للسيارات والأجهزة القابلة للارتداء والأسواق الجديدة الأخرى.
في ديسمبر 2012، أعلنت شركة شارب أنها تلقت 9.9 مليار ين (92.5 مليون يورو) من شركة كوالكوم كجزء من شراكة تقنية لشاشات الهاتف المحمول.
في سنة 2013، وقعت شركة ألكاتل-لوسنت اتفاقية شراكة تكنولوجية ورأسمالية مع كوالكوم في مجال الخلايا الصغيرة  لتحسين الوصول إلى الإنترنت عبر الهاتف المحمول «عالي» و«جِّد عالي» السرعة.
في أكتوبر 2014، استحوذت شركة كوالكوم على شركة «فابليس» لأشباه الموصلات البريطانية المتخصصة في البلوتوث مقابل 2.5 مليار دولار. علما أن تصنيع «فابليس» هو تصميم وبيع الأجهزة وشرائح الموصلات بالاستعانة بمصانع متخصص توجد عادةً، ولكن ليس حصريًا، في الصين وتايوان.

### أن إكس بي وبرودكوم وأبل
أعلنت شركة كوالكوم عزمها الاستحواذ على «أن إكس بي لشبه-الموصلات»  مقابل 47 مليار دولار في أكتوبر 2016. تمت الموافقة على الصفقة من قبل منظمي مكافحة الاحتكار في الولايات المتحدة في أبريل 2017  مع استبعاد بعض براءات الاختراع الأساسية القياسية للحصول على الموافقة من قبل منظمي مكافحة الاحتكار.
مع استمرار عملية الاستحواذ على «أن إكس بي»، قدمت برودكوم عرضًا بقيمة 103 مليار دولار للاستحواذ على شركة كوالكوم، ورفضت شركة كوالكوم العرض. حاولت شركة برودكوم الاستحواذ العدائي، ورفعت عرضها في النهاية إلى 121 مليار دولار. تم التحقيق في عملية الاستحواذ المحتملة من برودكوم من قبل اللجنة الأمريكية للاستثمار الأجنبي وتم حظرها بموجب أمر تنفيذي من الرئيس الأمريكي دونالد ترامب، مشيرًا إلى مخاوف تتعلق بالأمن القومي.
في ديسمبر 2016، فرضت «لجنة التجارة العادلة» في كوريا الجنوبية غرامة قدرها 815 مليون يورو على شركة كوالكوم بسبب إساءة استخدام مركزها المهيمن. نظرًا لكون شركة أبل هي السبب في هذه الدعوى القانونية، سعت كوالكوم إلى حظر استيراد أجهزة آيفون في الولايات المتحدة.
في أبريل 2019، أعلنت شركتا كوالكوم وأبل في بيان صحفي أنهما ستسقطان أي دعوى قضائية بالمقابل. ستزود كوالكوم أجهزة آيفون بالرقائق والمودم المتوافقة مع شبكة 5 جي.
ثم أصبح استحواذ شركة كوالكوم على «أن إكس بي» جزءًا من الحرب التجارية بين الصين والولايات المتحدة في 2018. حيث منع الرئيس الأمريكي دونالد ترامب شركة زد تي إي التي تتخذ من الصين مقراً لها من شراء مكونات أمريكية الصنع، مثل تلك التي تنتجها كوالكوم. وتمّ رفع القيود على شركة «زد تي إي» بعد أن توصل البلدان إلى اتفاق، وبعد ذلك رفع ترامب الرسوم الجمركية على البضائع الصينية. مددت كوالكوم عرض مناقصة لـ «أن إكس بي» 29 مرة على الأقل بانتظار الموافقة الصينية، قبل التخلي عن الصفقة في يوليو 2018.
في يناير 2020، تخطط الشركة الأمريكية العملاقة لإنشاء مركز بحث وتطوير لـ «5 جي» في لانيون، في بريتاني.
في يناير 2021، عينت كوالكوم رئيسها ورئيس قسم الرقائق كريستيانو آمون كرئيس تنفيذي جديد لها.

## الوصول المتعدد بتقسيم الترميز

### 2 جي 2g

#### التاريخ المبكر
في منتصف سنة 1985، استأجرت شركة طائرات هيوز شركة كوالكوم لتوفير البحث والاختبار لاقتراح شبكة ساتلية لهيئة الاتصالات الفيدرالية (أف سي سي). في السنة التالية، قدمت كوالكوم أول براءة اختراع للمعيار "وصول متعدد بتقسيم الترميز- سي دي أم أي (رقم 4901307). أسست براءة الاختراع هذه نهج كوالكوم العام إتجاه المعيار «سي دي أم أي»  والذي أصبح لاحقًا من أحد أكثر المستندات الفنية التي يتم الاستشهاد بها في التاريخ. تم إلغاء المشروع مع " أف سي سي" في سنة 1988، عندها وجهت " أف سي سي" جميع المشاركين (الإثني عشر) في المشروع، لتقديم مقترحات بغرض تشكيل مشروع مشترك وإنشاء اقتراح واحد.
في سنة 1989، طورت كوالكوم تقنيات «سي دي أم أي» للاستخدام التجاري وقدمتها إلى جمعية صناعات الهاتف الخلوي (سي تي آي أي) كبديل لمعيار الوصول المتعدد بتقسيم الوقت (تي دي أم آي) لشبكات الهاتف الخلوي من الجيل الثاني. بعد بضعة أشهر، رفضت «جمعية صناعات الهاتف الخلوي» رسميًا معيار «سي دي أم أي» الخاص بشركة كوالكوم  لصالح معيار «تي دي أم آي» الأكثر رسوخًا الذي طورته شركة «إريكسون».
في ذلك الوقت، لم يكن «سي دي أم أي» يعتبر قابلاً للتطبيق في التطبيقات التجارية كبيرة الحجم بسبب تأثير «المجال القريب - البعيد»، حيث تعمل الهواتف الأقرب إلى برج خلوي مع إشارة أقوى على إغراق المتصلين البعيدين، إذ لديهم إشارة أضعف.
قدمت كوالكوم ثلاث براءات اختراع إضافية في سنة 1989. كانت من أجل: نظام إدارة الطاقة الذي يضبط قوة إشارة كل مكالمة لضبط تأثير المجال القريب؛ منهجية «التسليم السهل» لتحويل المتصلين من برج خلوي إلى آخر؛ ومشفر معدل متغير، مما يقلل من استخدام النطاق الترددي عندما لا يتحدث المتصل.

#### الحروب اللاسلكية المقدسة
بعد أن أعلنت لجنة الاتصالات الفيدرالية (أف سي سي): أنه سُمح لشركات النقل بتنفيذ معايير غير معتمدة من قبل «جمعية صناعات الهاتف الخلوي»، بدأت كوالكوم في الترويج لتقنية «سي دي أم أي» الخاصة بها مباشرة إلى شركات النقل. صار هذا ما يُشار إليه غالبًا باسم «الحروب المقدسة للشبكات اللاسلكية»، وهو نقاش ساخن غالبًا حول: أيهما أنسب وأفضل لشبكات الجيل الثاني «تي دي أم آي» أم «سي دي أم أي»؟  في النهاية، أدى معيار «سي دي أم أي» (المدعومة من قِبل كوالكوم) باعتباره مناسبًا لـ 2 جي والأكثر شيوعًا في أمريكا الشمالية، نظرًا لقدرة شبكته إلى إلغاء رواج «تي دي أم آي».
في سنة 1989، أجرت شركة كوالكوم عروض اختبار «سي دي أم أي» في سان دييغو وفي سنة 1990، أجرتها في مدينة نيويورك. في سنة 1990، كانت شركتا «نينكس للاتصالات المتنقلة» و«أميرتيك  للاتصالات المتنقلة» أول شركتا نقل تطبق شبكات «سي دي أم أي» بدلاً من «تي دي أم آي». أجرت موتورولا، وهي من المدافعين السابقين عن «تي دي أم آي»، تطبيقات اختبار على «سي دي أم أي» في هونغ كونغ ولوس أنجلوس. تبع ذلك شبكة تجريبية بقيمة 2 مليون دولار في سان دييغو لشركة «آرتتش للاتصالات». في نوفمبر 1991، أجرت 14 شركة نقل ومصنع اختبارات ميدانية على «سي دي أم أي» واسعة النطاق.
أقنعت نتائج تطبيقات الاختبار «جمعية صناعات الهاتف الخلوي» بإعادة فتح المناقشات بشأن «سي دي أم أي» ومعيار 2 جي. في سنة 1993، غيرت «جمعية صناعات الهاتف الخلوي» موقفها ودعمت «سي دي أم أي» واعتمدت كوالكوم «سي دي أم أي» كمعيار لـ IS-95A، المعروف أيضًا باسم «سي دي أم أي - واحد». أثار هذا الموقف انتقادات واسعة النطاق في المنتديات والصحافة التجارية والمؤتمرات من طرف الشركات التي استثمرت بكثافة في معيار «تي دي أم آي» ومن طرف مطوره، إريكسون.
تم إنشاء أول شبكة خلوية «سي دي أم أي» على نطاق تجاري في هونغ كونغ في سنة 1995. في 21 يوليو 1995، أعلنت شركة «بريمكو» ، أنها بصدد تنفيذ خدمات تستند إلى «سي دي أم أي» على الشبكات في 15 ولاية. بحلول هذا الوقت، كانت 11 من أصل 14 من أكبر الشبكات في العالم تدعم «سي دي أم أي». بحلول سنة 1997، كانت «سي دي أم أي» تمتلك 57% من سوق الولايات المتحدة، بينما كان 14% من السوق لـ«تي دي أم آي».

#### دولي
في سنة 1991، إتفقت شركة كوالكوم مع معهد «أبحاث الإلكترونيات والاتصالات» على تطوير تقنيات «سي دي أم أي» بشكل مشترك للبنية التحتية للاتصالات الكورية. في مايو 1993، تم اعتماد معيار «سي دي أم أي» كمعيار لاسلكي وطني في كوريا. في سنة 1996، تمّ إطلاق استعمال شبكات «سي دي أم أي» بطابعها التجاري. كما تم استعمال شبكات «سي دي أم أي» في الأرجنتين والبرازيل والمكسيك والهند وفنزويلا. في سنة 2005، دخلت كوالكوم أسواق روسيا وأمريكا اللاتينية. وبحلول سنة 2007، أصبحت تكنولوجيا كوالكوم تُستخدم في شبكات الهواتف المحمولة في أكثر من 105 دولة. كما أبرمت كوالكوم اتفاقيات ترخيص مع نوكيا في أوروبا، ونورتل نيتووركس في كندا، ومع باناسونيك وميتسوبيشي في اليابان.
في سنة 2000، دخلت شركة كوالكوم السوق الصينية رسميًا من خلال شراكة مع شركة تشاينا يونيكوم. في سنة 2003، أطلقت هذه الأخيرة أول شبكة قائمة على «سي دي أم أي» في الصين. وأصبحت الصين سوقًا رئيسيًا لمنتجات كوالكوم من «أشباه-الموصلات»، حيث تمثل أكثر من 50% من إيراداتها، ولكنها أيضًا تعتبر المصدر للعديد من النزاعات القانونية المتعلقة بالملكية الفكرية لشركة كوالكوم.
بحلول سنة 2007، كان 500 مليون دولار من عائدات كوالكوم السنوية تأتي من الشركات المصّنِعة الكورية.

#### تصنيع
في البداية، اقتصرت عمليات تصنيع كوالكوم على فريق تصميم وتصنيع صغير من «الدوائر المتكاملة محددة التطبيقات» لدعم نظام مشروع القمر الإصطناعي «أومنيتراكس». خلال التسعينيات، إظطرت شركة كوالكوم للتوسع في التصنيع من أجل إنتاج ناقلات الأجهزة اللازمة لتنفيذ شبكات «سي دي أم أي» التي تستخدم الملكية الفكرية لشركة كوالكوم. كان أول مشروع تصنيع كبير لشركة كوالكوم في مايو 1993، من خلال إبرام صفقة لتوفير 36000 هاتف «سي دي أم أي» لغرب الولايات المتحدة.
لبعض الوقت، واجهت كوالكوم تأخيرات ومشاكل تصنيع مختلفة، لأنها كانت، في هذه الفترة، تتمتع بخبرة في التصنيع الشامل. في سنة 1994، دخلت كوالكوم في شراكة مع نورتل نيتووركس، كما شكلت شراكة مع سوني، من أجل الاستفادة من خبرتهما التصنيعية. في سنة 1997، صنّعت نوكيا وسامسونج وموتورولا هواتف «سي دي أم أي» الخاصة بهم. بينما كانت أعمال التصنيع في شركة كوالكوم تخسر الأموال الكبيرة بسبب التكاليف لإقتناء المعدات وإنخفاض أسعارالبيع بسبب المنافسة.
في مارس 1997، بعد أن قدمت شركة كوالكوم "هاتف كيو" الخاص بها، رفعت شركة "موتورولا" دعوى قضائية ضدها (تمت تسويتها خارج المحكمة في سنة 2000) بتهمة نسخ كوالكوم لتصميم هاتف "ستارتاك" الخاص بموتورولا".
في ديسمبر 1999، باعت كوالكوم مصالحها التصنيعية لشركة كيوسيرا، وهي شركة يابانية لتصنيع «سي دي أم أي» وحاصلة على ترخيص كوالكوم. تم بيع قسم البنية التحتية لشركة كوالكوم إلى شركة «إريكسون» المنافسة في سنة 1999. يعتبر هذا القرار كجزء من اتفاقية خارج المحكمة لنزاع براءة اختراع «سي دي أم أي»، الذي بدأ في سنة 1996.
كان بيع قسم البنية التحتية بمثابة بداية لزيادة سعر أسهم كوالكوم وأداء مالي أقوى، لكن العديد من الموظفين المشاركين البالغ عددهم 1200 شخص كانوا غير راضين عن العمل لدى شركة «إريكسون» المنافسة، وفقدوا خياراتهم في الأسهم. أدى ذلك إلى نزاع قانوني مطول بشأن خيارات الأسهم للموظفين، مما أدى إلى تسوية 74 مليون دولار بحلول سنة 2005.

### 3 جي
كان من المتوقع أن تفرض معايير 3 جي ناقلات «تي دي أم آي» السابقة على «سي دي أم أي»، من أجل تلبية أهداف النطاق الترددي 3 جي. دعت أكبر شركتي تصنيع «جي إس إم»، وهما نوكيا وإريكسون، إلى دور أكبر لـ «جي إس إم»، من أجل التفاوض على تخفيض أسعار حقوق ملكية كوالكوم. في سنة 1998، صوت «المعهد الأوروبي لمعايير الاتصالات» لدعم معيار «دبليو - سي دي أم أي» (المعرف بـ «معيار الوصول المتعدد بتقسيم رمز النطاق العريض»)، والذي يعتمد بشكل أقل على براءات اختراع كوالكوم «سي دي أم أي». ردت شركة كوالكوم برفض ترخيص ملكيتها الفكرية للمعيار.
دعا كل من «اتحاد صناعة الاتصالات» و«برنامج شراكة 2 للجيل الثالث» إلى دعم دعم «سي دي أم أي-2000» المتنافس الذي طورته شركة كوالكوم (في الأساس نسبيًا). دعا السياسيون الأمريكيون والأوروبيون إلى استعمال معايير «سي دي أم أي-2000» و«دبليو - سي دي أم أي» على التوالي.
أعلن الاتحاد الدولي للاتصالات إنه سيستبعد تقنية «سي دي أم أي» الخاصة بشركة كوالكوم من معايير «3 جي» تمامًا إذا لم يتم حل النزاع بشأن براءات الاختراع مع شركة «إريكسون». توصل الاثنان إلى اتفاق خارج المحكمة في 1999، قبل شهر واحد من الموعد النهائي الذي حدده الاتحاد الدولي للاتصالات. وافقت الشركتان على ترخيص تقنيتهما لبعضهما البعض والعمل معًا وفقًا لمعايير 3 جي.
تم التوصل في النهاية إلى حل وسط حيث سيصادق الاتحاد الدولي للاتصالات مبدئياً على ثلاثة معايير: «سي دي أم أي-2000 إكس 1» و«دبليو- سي دي أم أي» و«سي دي أم أي - تي دي - أس». كما وافقت شركة كوالكوم على ترخيص براءات اختراع «سي دي أم أي» لمتغيرات مثل «دبليو - سي دي أم أي». كان هناك 240 مليون مشترك في دعم معيار «سي دي أم أي - 3 جي» بحلول سنة 2004 و143 شركة اتصالات في 67 دولة بحلول سنة 2005.
إدّعت شركة كوالكوم أنها تمتلك 38% من براءات الاختراع الأساسية لـ «دبليو- سي دي أم أي»، بينما نشرت مصالح «جي إس إم» الأوروبية ورقة بحثية زعمت أن كوالكوم تمتلك 19% فقط من براءات الاختراع.
في سنة 1998، عززت شركة كوالكوم مصالحها في شركات الاتصالات، مثل «اتصالات الكريكيت» و«بيجاسو» كشركة قابضة، «ليب وايلس - خطوة لاسلكي». تم فصل «ليب وايلس» في وقت لاحق من تلك السنة وبيعها لشركة إيه تي آند تي في سنة 2014.

### 4G
دعت كوالكوم في البداية إلى معيار "النطاق العريض المتنقل الفائق" القائم على "الوصول المتعدد بتقسيم الترميز" لشبكات الجيل الرابع اللاسلكية. لم يكن "النطاق العريض المتنقل الفائق" متوافقًا مع شبكات "الوصول المتعدد بتقسيم الترميز" السابقة ولم تعمل بشكل جيد في نطاقات التردد الضيقة مثل معيار "التطور طويل الأمد". لم تعتمد أي شبكات خلوية معيار النطاق العريض المتنقل الفائق. أوقفت شركة كوالكوم تطويره في عام 2005 وقررت دعم معيار التطور طويل الأمد على الرغم من أنها لم تعتمد بشكل كبير على براءات اختراع كوالكوم. بعد ذلك، اشترت شركة كوالكوم براءات الاختراع المتعلقة بتقنية التطور طويل الامد من خلال عمليات الاستحواذ.
في نوفمبر 2005، أعلنت كوالكوم إصدار الشحنات الأولى لمعالجات سناب دراغون، والذي يتضمن وحدة المعالجة المركزية، ونظام تحديد المواقع العالمي، ووحدة معالجة الرسومات، ودعم الكاميرا وغيرها من البرامج وأشباه الموصلات، في نوفمبر 2007. تم إصدار عائلة أجهزة المودم جوبي للأجهزة المحمولة في عام 2008. تم تضمين أجهزة مودم جوبي في العديد من العلامات التجارية لأجهزة الكمبيوتر المحمول وتم تضمين نظام سناب دراغون على الرقائق في معظم أجهزة أندرويد.

### 5G
وفقًا لمجلة فورتشن، تعمل كوالكوم على تطوير تقنيات 5G المستقبلية في ثلاثة مجالات:
- أجهزة الراديو التي ستستخدم عرض النطاق الترددي من أي شبكة لديها إمكانية الوصول إليها.
- إنشاء نطاقات أكبر من الطيف من خلال الجمع بين القطع الأصغر.
- مجموعة من الخدمات لإنترنت الأشياء التطبيقات.

تم الإعلان عن أول شريحة مودم 5G من كوالكوم في أكتوبر 2016 وتم عرض نموذج أولي في أكتوبر 2017. تم الإعلان عن أول هوائيات 5G من كوالكوم في يوليو 2018. في عام 2018، أبرمت كوالكوم شراكات مع 19 شركة مصنعة للأجهزة المحمولة و18 شركة اتصالات لتسويق تقنية 5G. بحلول أواخر عام 2019، تم بيع العديد من الهواتف تحتوي علي تقنية 5G من كوالكوم.

## المنتجات
- أجهزة تتبع - " OmniTRACS" هي تقنية تتبع العربات المقطورة مصممة خصيصاً لسوق النقل. اعتبارًا من أبريل 2012، تم شحن ما يقرب من 1.5 مليون وحدة للشركات في 39 بلدًا في 4 قارات.
- هواتف تعمل بالاقمار الصناعية - كوالكوم تقوم بتصنيع بعض الهواتف المستخدمة في شبكة جلوبال ستار.

### برمجيات
- أنظمة تشغيل - "BREW" هو تطبيق يعمل على منصة الهواتف النقالة. والذي صمم خصيصاً لكي يمنع التطبيقات الغير موقعة.

## البرمجيات والتقنيات الأخرى

### البرمجيات المبكرة
حصلت شركة كوالكوم على تطبيق بريد إلكتروني يسمى «يودورا» في عام 1991. وبحلول عام 1996، تم تثبيت «يودورا» على 63% من أجهزة الكمبيوتر. تجاوز مايكروسوفت آوتلوك «يودورا»، حيث تم توفيره افتراضيًا بطريقة مجانية على الأجهزة التي تعمل بنظام مايكروسوفت ويندوز. بحلول عام 2003، كان «يودورا» لشركة كوالكوم هو البديل الأكثر شيوعًا لبرنامج آوتلوك، ولكن لا يزال يمتلك حصة 5% فقط من السوق. في سنة 2006، أوقفت كوالكوم تطوير برمجيات «يودورا».
في عام 2001، قدمت شركة كوالكوم خدمة «برو»، وهي خدمة تطوير تطبيقات الهاتف الذكي مع واجهات برمجة التطبيقات للوصول إلى جهات الاتصال أوالفواتير أومتاجر التطبيقات أو الوسائط المتعددة على الهاتف. كانت شركة النقل الكورية الجنوبية «كي تي هاتف حر» أول من اعتمد نظام «برو» في نوفمبر 2001، وتبعتها شركة فيرايزون للاتصالات في مارس 2002 لبرنامج «احصل عليه الآن». كان هناك 2.5 مليون مستخدم لخدمة «برو» بنهاية عام 2002 و73 مليون مستخدم في عام 2003.

### تقنيات أخرى
في عام 2004، أنشأت شركة كوالكوم شركة تابعة لـ «ميديافلو» لتوفير مواصفات «فلو» (الارتباط الأمامي فقط: لنقل الصوت والفيديو والبيانات إلى الأجهزة المحمولة) للسوق . أنشأت شركة كوالكوم شبكة «ميديافلو» للأبراج الخلوية بقيمة 800 مليون دولار لتكملة شبكات الناقل بشبكة مصممة للوسائط المتعددة. بالمقارنة مع الأبراج الخلوية التي توفر اتصالات ثنائية الاتجاه مع كل هاتف خلوي على حدة، فإن أبراج «ميديافلو» تبث محتوى الوسائط المتعددة إلى الهواتف المحمولة في بث أحادي الاتجاه. باعت شركة كوالكوم أيضًا أشباه الموصلات والتراخيص القائمة على «فلو».
في يوليو 2005، أنشأت شركة كوالكوم مجموعة معايير منتدى «فلو» مع 15 مشاركًا (في الصناعة). في ديسمبر 2005، كانت فيرايزون للاتصالات أول شركة اتصالات تشارك مع «ميديافلو»  من أجل تطوير «في - كاست - تي في»، وتبعتها خدمة «إيه تي آند تي - تلفزيون محمول» بعد شهرين. تم إطلاق خدمة «ميديافلو» في سوبر بول يوم الأحد من عام 2007.
على الرغم من الاهتمام الذي حظيت به خدمة «فلو» بين شركات النقل، إلا أنها لا تحظى بشعبية بين المستهلكين. تطالب الخدمة من المستخدمين الذين لديهم هواتف مزودة بأشباه موصلات خاصة بدفع رسوم اشتراك. توقفت الخدمة في عام 2011 وتم بيع طيفها لشركة «إيه تي آند تي» مقابل 1.93 مليار دولار. أعادت شركة كوالكوم تشغيل الجهود في عام 2013 باستخدام ال تي إي للبث عام، والتي تستخدم أبراجًا خلوية موجودة مسبقًا لبث محتوى محدد محليًا على طيف مخصص، مثل خلال الأحداث الرياضية الكبرى.
استنادًا إلى التكنولوجيا التي تم الحصول عليها من «إيريديجم»، في عام 2004 مقابل 170 مليون دولار، بدأت شركة كوالكوم في تسويق شاشات «ميراسول» (عرض المغير لقياس التداخل) في عام 2007، والتي تم توسيعها إلى ثمانية منتجات في عام 2008. تستخدم «ميراسول» الضوء الطبيعي الساطع على الشاشة لتوفير الإضاءة للشاشة، بدلاً من الإضاءة الخلفية، من أجل تقليل استهلاك الطاقة. يحدد مقدار المسافة بين سطح الشاشة والمرآة داخل «مُعدِّل قياس التداخل» بعرض 10 ميكرون لون الضوء المنعكس. في النهاية، تخلت كوالكوم عن خدمة «ميراسول» بعد محاولة لإحيائها في عام 2013 بإستعمالها في تطويرالساعة الذكية «توك».
في يونيو 2011، قدمت شركة كوالكوم «ألجون»، وهو معيار لاسلكي للتواصل بين الأجهزة مثل الهواتف المحمولة وأجهزة التلفزيون ومكيفات الهواء والثلاجات. تبرعت شركة كوالكوم بتقنية «ألجون» لمؤسسة لينكس في ديسمبر 2013. ثم شكلت شركة كوالكوم ومؤسسة لينكس تحالف «أل-سين» لإدارة المنتجات القياسية.
في ديسمبر 2011، شكلت شركة كوالكوم شركة رعاية صحية فرعية تسمى شركة «كوالكوم الحياة». في الوقت نفسه، أطلقت الشركة الفرعية خدمة قائمة على السحابة لإدارة البيانات السريرية تسمى «2-شبكة» وصندوق شركة «كوالكوم الحياة»، الذي يستثمر في شركات تكنولوجيا الرعاية الصحية اللاسلكية. ضاعفت الشركة الفرعية عدد موظفيها من خلال الاستحواذ على شركة «هيلثي سيركلز انك»، وهي شركة لتكنولوجيا المعلومات للرعاية الصحية، في مايو التالي. تم بيع شركة كوالكوم الحياة لاحقًا إلى شركة الأسهم الخاصة، «فرانسيسكو بارتنرز»، في عام 2019.

### التطورات الأخيرة
في عام 2016، طورت شركة كوالكوم أول شريحة معالج تجريبي للخوادم وأجهزة الكمبيوتر تسمى «منصة تطوير الخادم» وأرسلت عينات للاختبار. في يناير 2017، تم إصدار مركز بيانات من الجيل الثاني وشريحة خادم كمبيوتر تسمى «سنتريك 2400». قالت مجلة بي سي إن الإصدار كان «تاريخيًا» لشركة كوالكوم، لأنه كان جزءًا جديدًا من سوق الشركة. كما أنشأت شركة كوالكوم أيضًا شركة تابعة أسمتها بـ «تقنيات مراكز البيانات» للتركيز على سوق أجهزة الكمبيوتر والخوادم. في عام 2017، قدمت شركة كوالكوم تقنية مدمجة للكاميرات ثلاثية الأبعاد المخصصة لتطبيقات الواقع المعزز. تعمل شركة كوالكوم أيضًا على تطوير وإظهار معالجات الكمبيوتر المحمول وأجزاء أخرى، اعتبارًا من عام 2017.
في عام 2000، شكلت شركة كوالكوم مشروعًا مشتركًا مع شركة فورد يُدعى «وينغكاست»، والذي تخصص في إنشاء معدات تقنية «للمعلومات عن بُعد» للسيارات، لكنه لم ينجح وأُغلق بعد ذلك بعامين.
استحوذت شركة كوالكوم على شركة «هالويبت» لشحن السيارات الكهربائية اللاسلكية في نوفمبر 2011 ثم باعت الشركة لاحقًا إلى «ويترستي» في فبراير 2019. كما بدأت شركة كوالكوم في إدخال نظام «سناب دراغون» على الرقائق ومودم «غوبي» وبرامج أخرى أو منتجات أشباه الموصلات للسيارات ذاتية القيادة وأجهزة الكمبيوتر الحديثة داخل السيارة.

## العمليات وحصة السوق
تطور شركة كوالكوم البرامج وتصميمات «أشباه الموصلات» والملكية الفكرية الحاصلة على براءة اختراع وأدوات التطوير والخدمات، ولكنها لا تصنع منتجات مادية مثل الهواتف أومعدات البنية التحتية. تُستمد إيرادات الشركة من رسوم الترخيص لاستخدام ملكيتها الفكرية، ومبيعات منتجات أشباه الموصلات التي تستند إلى تصميماتها، ومن الأجهزة أوالبرامج أوالخدمات اللاسلكية الأخرى.
تقسم شركة كوالكوم أعمالها إلى ثلاث فئات:
- QCT (شركة كوالكوم «سي دي أم أي» تكنولوجيات): منتجات لاسلكية «سي دي أم أي»؛ 60٪ من العائدات
- QTL (ترخيص شركة كوالكوم تكنولوجيا): الترخيص؛ 19٪ من العائدات
- QSI (مبادرات شركة كوالكوم الإستراتيجية): الاستثمار في شركات التكنولوجيا الأخرى؛ 1٪ من الإيرادات

شركة كوالكوم هي في الغالب مزودة «فابليس» لمنتجات أشباه الموصلات للاتصالات اللاسلكية ونقل البيانات في الأجهزة المحمولة. وفقًا لشركة «التحاليل الاستراتيجية»، تتمتع شركة كوالكوم بحصة سوقية تبلغ 39% لمعالجات تطبيقات الهواتف الذكية و50% من حصة السوق من معالجات «النطاق الأساسي». تبلغ حصتها من سوق معالجات التطبيقات على الأجهزة اللوحية 18%. وفقًا لشركة المحللة «آي بي إي بحث»، تمتلك شركة كوالكوم 65% من حصة السوق في النطاق الأساسي «ال تي إي». توفر شركة كوالكوم أيضًا تراخيص لاستخدام براءات الاختراع الخاصة بها، وكثير منها ضروري لمعايير «سي دي أم أي 2000» و«سي دي أم أي - تي دي - أس» و«دبليو- سي دي أم أي» اللاسلكية. من المقدر أن تكسب الشركة 20 دولارًا عن كل هاتف ذكي يتم بيعه.
كوالكوم هي أكبر شركة عامة في سان دييغو. لديها ذراع خيرية تسمى «مؤسسة كوالكوم». أسفرت دعوى قضائية أُقيمت في يناير 2013 عن تبني شركة كوالكوم طواعية سياسة الكشف عن مساهماتها السياسية. وفقًا لصحيفة نيويورك تايمز، أشاد دعاة الشفافية بسياسة الإفصاح الجديدة لشركة كوالكوم.

## براءات الاختراع ونزاعات براءات الاختراع
اعتبارًا من عام 2017، تمتلك كوالكوم أكثر من 130,000 براءة اختراع حالية أو معلقة. بحلول أوائل العقد الأول من القرن الحادي والعشرين، كان لدى كوالكوم أكثر من 1000 براءة اختراع. بصفتها المستثمر الأول والوحيد في بحث وتطوير «سي دي أم أي»، تحتوي محفظة براءات الاختراع الخاصة بشركة كوالكوم على الكثير من الملكية الفكرية الضرورية لتقنيات «سي دي أم أي».
نظرًا لأن العديد من براءات اختراع كوالكوم هي جزء من معيار صناعي، فقد وافقت الشركة على ترخيص تلك البراءات بموجب شروط «عادلة ومعقولة وغير تمييزية». تصل عائدات شركة كوالكوم إلى حوالي 5٪ أو 30 دولارًا لكل جهاز محمول. وفقًا لمجلة فورتشن، فإن هذا يزيد بحوالي 5-10 مرات عما يتقاضاه عادةً أصحاب براءات الاختراع الآخرون. تقول شركة كوالكوم إن براءات الاختراع الخاصة بها أكثر تكلفة لأنها أكثر أهمية وأن أسعارها تقع ضمن نطاق ممارسات التراخيص الشائعة. ومع ذلك، غالبًا ما يزعم المنافسون والعملاء والمنظمون أن شركة كوالكوم تفرض رسومًا غير معقولة أو تشارك في منافسة غير عادلة للحصول على براءات اختراع إلزامية.

### برودكوم
في عام 2005، لم تتمكن شركة برودكوم وشركة كوالكوم من التوصل إلى اتفاق بشأن الترخيص المتبادل لملكيتهما الفكرية، ورفعت شركة برودكوم دعوى قضائية ضد شركة كوالكوم بدعوى انتهاكها عشر براءات اختراع لبرودكوم. طلبت شركة برودكوم من «لجنة التجارة الدولية» حظر استيراد التكنولوجيا المتضررة. زعمت دعوى قضائية منفصلة أن كوالكوم كانت تهدد بمنع تراخيص براءات اختراع «النظام العالمي للاتصالات المتنقلة» ضد الشركات المصنعة التي اشترت «أشباه الموصلات» من المنافسين، وفي ذلك انتهاك لـ«إتفاقية المعايير».
زعمت شركة كوالكوم أن برودكوم كانت تستخدم التقاضي كتكتيك تفاوضي وأنها سترد بدعوى قضائية خاصة بها. رفعت شركة كوالكوم دعوى قضائية ضد شركة برودكوم، زاعمة أنها كانت تستخدم سبع براءات اختراع لشركة كوالكوم «دون إذن». بحلول أواخر عام 2006، تم رفع أكثر من 20 دعوى قضائية بين الطرفين وادعى كلا الجانبين: «أنه سيفوز».
في سبتمبر 2006، حكم قاضي محكمة نيو جيرسي بأن احتكار شركة كوالكوم لبراءات الاختراع كان جانبًا موروثًا من إنشاء معايير الصناعة وأن ممارسات التسعير الخاصة بشركة كوالكوم كانت قانونية. في مايو 2007، أمرت هيئة محلفين كوالكوم بدفع 19.6 مليون دولار لشركة برودكوم لانتهاكها ثلاث براءات اختراع من برودكوم. في يونيو 2007، قضت لجنة التجارة الدولية بأن كوالكوم قد انتهكت براءة اختراع واحدة على الأقل من برودكوم وحظرت الواردات المقابلة. توصلت كوالكوم وبرودكوم إلى تسوية في أبريل 2009، نتج عنها اتفاقية ترخيص متبادل، وإلغاء جميع الدعاوى القضائية، ودفعت شركة كوالكوم 891 مليون دولار على مدار أربع سنوات.
أثناء التقاضي، زعمت شركة كوالكوم أنها لم تشارك أبدًا في عملية وضع معايير «فريق الفيديو المشترك». ومع ذلك، أدت شهادة مهندس إلى اكتشاف 21 رسالة بريد إلكتروني متعلقة بـ «فريق الفيديو المشترك» حجبها محامو كوالكوم عن المحكمة، و200.000 صفحة من المستندات المتعلقة بـ «فريق الفيديو المشترك». قال محامو كوالكوم إنه تم التغاضي عن الأدلة عن طريق الصدفة، في حين قال القاضي إن ذلك كان سلوك سيئ جسيم. تم تغريم كوالكوم 8.5 مليون دولار لسوء تصرفها القانوني. عند الاستئناف، رأت المحكمة أن كوالكوم يمكنها فقط إنفاذ براءات الاختراع ذات الصلة ضد الأعضاء غيرالتابعين لـ«فريق الفيديو المشترك»، بناءً على الاتفاقيات الموقعة للمشاركة في «فريق الفيديو المشترك».

### نزاعات قانونية أخرى
وقعت شركة كوالكوم في نزاعات قانونية أخرى مع عدة أطراف.
في أكتوبر 2005، حيث قدمت ست شركات اتصالات كبيرة بقيادة شركة نوكيا (ضمن ما سُمي بمشروع «ستوكهولم») شكوى ضد شركة كوالكوم لدى قسم مكافحة الاحتكار. في يوليو 2008، توصلت نوكيا وكوالكوم إلى تسوية خارج المحكمة أنهت النزاع وأوجدت اتفاقية ترخيص متبادل مدتها 15 سنةً.
في يوليو 2011، رفعت «باركر فيجن» دعوى قضائية ضد شركة كوالكوم مدعية أنها انتهكت سبع براءات اختراع من «باركر فيجن» تتعلق بتحويل إشارات الراديو الكهرومغناطيسية إلى ترددات أقل. في 2014، ألغى قاض حكم هيئة المحلفين بقيمة 173 مليون دولار ضد كوالكوم.
في كانون الثاني (يناير) 2017، بدأت لجنة التجارة الفيدرالية تحقيقًا في الادعاءات بأن شركة كوالكوم فرضت رسومًا مفرطة على براءات الاختراع التي تعتبر «ضرورية لمعايير الصناعة».
في نفس السنة، رفعت شركة آبل دعوى قضائية مطالبة بغرامة قدرها مليار دولار ضد شركة كوالكوم، زاعمة أنها فرضت رسومًا زائدة على أشباه الموصلات وفشلت في دفع مليار دولار كخصم.
في أبريل 2019، توصلت «أبل» وكوالكوم إلى اتفاق لوقف جميع الدعاوى القضائية وتوقيع اتفاقية ترخيص مدتها ست سنوات. تضمنت التسوية دفعة لمرة واحدة من «أبل» من حوالي 4.5 إلى 4.7 مليار دولار. لم يتم الكشف عن شروط اتفاقية الترخيص لمدة ست سنوات، ولكن كان من المتوقع أن تزيد رسوم الترخيص من الإيرادات بمقدار 2 دولار للسهم الواحد.